# Syesha Mercado
Syesha Raquel Mercado (Bridgeport, Connecticut, 2 de enero de 1987) es una cantante, compositora, actriz y modelo estadounidense, conocida por su participación en la séptima temporada de American Idol, en la cual terminó en tercer lugar.

## Biografía

### Primeros años
Syesha Raquel Mercado nació en Bridgeport, Connecticut el 2 de enero de 1987, su madre Zelda, una ex corista de Motown es afroamericana y su padre, José, es de ascendencia puertorriqueña. Mercado creció en Bradenton y Sarasota, Florida. Asistió a la escuela secundaria Booker High School for Visual and Performings Arts Theatre Program y se graduó con un certificado de rendimiento mayor en Sarasota, Florida, donde ella apareció en varias producciones. Mercado también apareció como concursante en el fallido show de talento de ABC The One: Making a Music Star en verano de 2006.

### Vida personal
Mercado está comprometida con el actor-productor y compañero en la Universidad International de Florida Hess Wesley, y es la mejor amiga de la exconcursante de American Idol Ramiele Malubay.

## American Idol
Ella hizo la audición para la séptima temporada de American Idol en el American Airlines Arena de Miami en agosto de 2007. Terminó tercera en la temporada 7 la competencia.

## Teatro
Se confirmó oficialmente el 25 de junio de 2009 que Mercado consiguió el papel principal de Deena Jones en la próxima gira nacional de Estados Unidos de Dreamgirls. El 4 de noviembre de 2009, Mercado apareció en The Wendy Williams Show para promover la gira que comenzó el 7 de noviembre de 2009 y terminó el 29 de diciembre de 2010.